# Institut supérieur d'informatique et de gestion de Goma
 (juin 2017).
- Si vous ne connaissez pas le sujet, laissez ce bandeau (vous pouvez alors contacter les auteurs).
- Si vous supprimez le contenu mis en cause (vous pouvez préalablement contacter les auteurs),

argumentez précisément cette suppression dans la page de discussion
(un manque de référence n'est pas un argument ; une recherche réelle de référence doit avoir été effectuée, être formellement documentée).
 (juin 2017).
Si vous disposez d'ouvrages ou d'articles de référence ou si vous connaissez des sites web de qualité traitant du thème abordé ici, merci de compléter l'article en donnant les références utiles à sa vérifiabilité et en les liant à la section « Notes et références ».
L'Institut supérieur d'informatique et gestion de Goma est une institution privée d’enseignement supérieur et universitaire située à Goma en république démocratique du Congo.

## Cursus d'étude
L'ISIG/Goma organise des études en deux cycles :
- le graduat pendant 3 ans de formation avec les filières suivantes : Informatique de gestion, Gestion du développement, Environnement et développement durable, Gestion des institutions de santé, Sciences commerciales
- la licence (2 ans de formation après le graduat) avec les filières suivantes : Informatique de gestion, Réseaux informatiques et Télécoms, Gestion des Institutions de Micro-finances, Gestion du développement, Santé Publique, Gestion des Institutions de santé.

## Histoire
Au courant des années 1987, Alain Wodon et Deo Katulanya constatent une carence en personnel qualifié en informatique dans la province du Nord-Kivu. Ils créent en septembre 1991 un centre de formation en informatique et en gestion (appelé CSFI) chargé de former des techniciens capables de réaliser les différents travaux de bureautique dans les entreprises privées et publiques de l’époque. 
En 1993, les fondateurs transforment le CSFI en institut supérieur qu’ils décident de nommer « ISIG ». 
En décembre 1995, l’ISIG obtient son agrément par l’arrêté ministériel N° ESSURS/CABMIN /AS/175/95 portant agrément de quelques institutions privées d’enseignement supérieur et universitaire en République démocratique du Congo
En 2004 l’ISIG obtient l’autorisation d’organiser la licence en gestion de développement 
En 2006 il obtient  l’agrément définitif par  le décret présidentiel N° 06/0160 du 12juin 2006 portant agrément  de quelques établissements privés d’enseignement supérieur et universitaire 
Grâce à cet acte l’ISIG obtient sa personnalité et les diplômes doivent désormais être homologués par le ministère tutelle

## Bourse Katulanya
Depuis un certain nombre d'années, l'ISIG-GOMA octroie des bourses d'études aux étudiants meriteux ayant obtenus plus de 75% à la première session. Ceci vise à encourager les efforts de ses meilleurs étudiants qui dans les futurs proches seront utiles dans le développement de la société.